# Eremobina
Eremobina is een geslacht van vlinders van de familie Uilen (Noctuidae), uit de onderfamilie Acronictinae.

## Soorten
- E. claudens (Walker, 1857)
- E. hillii Grote, 1876
- E. jocasta Smith, 1900
- E. unicincta Smith, 1902